# Agenezja płuc

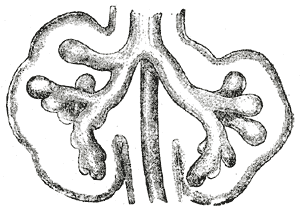
Płuco ludzkie w trakcie rozwoju

Agenezja płuc – wada rozwojowa płuc polegająca na niewykształceniu się płuca i odpowiadającego mu oskrzela.
Agenezja oznacza całkowity brak narządu. W przypadku agenezji płuca tkanka, która powinna budować płuco, nie rozwija się w ogóle. W przypadku aplazji płuca występuje natomiast zawiązek oskrzela. Jest to cecha różniąca te dwie wady wrodzone układu oddechowego.
Zarówno agenezja, jak i aplazja mogą dotyczyć tylko jednego z płuc, jak i obu płuc. W przypadku noworodka z obustronną agenezją płuc nie może on przeżyć. W przypadku braku jednego z płuc i wykształcenia się płuca kontralateralnego będzie ono zajmować większą przestrzeń w obrębie klatki piersiowej, powodując przemieszczenie śródpiersia. Może objawiać się zewnętrznie jako jednostronne spaszczenie klatki piersiowej. Badanie przedmiotowe ujawni osłabienie szmerów oddechowych i jednostronne stłumienie odgłosu opukowego.
Agenezja może także dotyczyć jedynie fragmentu płuca: płata czy też segmentu. Stan taki nie musi objawiać się klinicznie, wprost przeciwnie – może przebiegać bezobjawowo, a wykryty zostać jedynie przez przypadek.